# 官惟賢
官惟贤（？—1630年），明朝将领。
万历末年担任甘肃裴家营守备。天启年间，为参将，镇守镇番，多次挫败河套、松山诸来犯各部落之兵锋有功。崇祯元年，擢升为山海北路副总兵。崇祯三年，清兵入塞，由抚宁向山海关，官惟贤率军抵御，互有伤亡，旋奉马世龙之命援救遵化，在遵化中箭战死。